# Claus Ambos
Claus Ambos (* 1974) ist ein deutscher Altorientalist.

## Leben
Er besuchte von 1980 bis 1984 die Fritz-Gansberg-Grundschule in Wiesbaden und von 1984 bis 1993 die Diltheyschule in Wiesbaden. Er studierte von 1993 bis 1996 vorderasiatische Altertumskunde, Altorientalistik und indische Kunstgeschichte an der Freien Universität Berlin und von 1996 bis 1998 Assyriologie, vorderasiatische Archäologie und klassische Indologie an der Ruprecht-Karls-Universität Heidelberg, wo er am 22. Juni 1998 den Grad Magister Artium erwarb. Das Promotionsstudium (1998–2002) in Heidelberg und an der Universität Leipzig schloss er am 16. September 2002 mit der Promotion zum Dr. phil. an der Universität Heidelberg ab. Die Studienstiftung des deutschen Volkes förderte ihn mit einem Stipendium (1995–1998) und einem Promotionsstipendium (1999–2001). Von 2002 bis 2013 war er wissenschaftlicher Angestellter am Heidelberger Sonderforschungsbereich 619 Ritualdynamik – Soziokulturelle Prozesse in historischer und kulturvergleichender Perspektive. Als Kollegiat am WIN-Kolleg der Heidelberger Akademie der Wissenschaften leitete er zusammen mit Sebastian Schmidt-Hofner und Peter Eich das Projekt Raumordnung, Norm und Recht in historischen Kulturen Europas und Asiens.
Nach der Habilitation wurde ihm 13. Januar 2010 die Venia legendi für Assyriologie an der Ruprecht-Karls-Universität Heidelberg verliehen. Im Sommersemester 2011 lehrte er als Gastprofessor an der Universität Warschau. Im Wintersemester 2011/2012 vertrat er einen Lehrstuhl an der Georg-August-Universität Göttingen. Von Juli 2013 bis März 2017 war er Heisenberg-Stipendiat am Seminar für Altorientalistik der Universität Göttingen. Die Umhabilitation an die Universität Göttingen erfolgte am 15. Juli 2015. Im Sommersemester 2017 nahm er eine Lehrstuhlvertretung am Institut für Assyriologie und Hethitologie der Ludwig-Maximilians-Universität München wahr. Seit 2018 ist er akademischer Rat am Lehrstuhl für Altorientalistik der Julius-Maximilians-Universität Würzburg. Im Wintersemester 2018/19 erfolgte eine weitere Umhabilitierung.
Seine Forschungsschwerpunkte sind die Wahrnehmung und Rekonstruktion der Vergangenheit im Alten Orient mit dem Fallbeispiel Uruk, der Kulturkontakt und -transfer zwischen dem Vorderen Orient und Indien sowie gesellschaftliche und wirtschaftliche Strukturen in Babylonien in altbabylonischer Zeit (mit einem Schwerpunkt auf den Briefquellen).

## Schriften (Auswahl)
- Mesopotamische Baurituale aus dem 1. Jahrtausend v. Chr. ISLET, Dresden 2004, ISBN 3-9808466-2-8 (zugleich Dissertation, Heidelberg 2002).
- als Herausgeber mit Stephan Hotz, Gerald Schwedler und Stefan Weinfurter: Die Welt der Rituale. Von der Antike bis heute. Wissenschaftliche Buchgesellschaft, Darmstadt 2005, ISBN 3-534-18701-6.
  - 2. Auflage, ebenda 2006, ISBN 3-534-18701-6.
- als Herausgeber mit Eftychia Stavrianopoulou und Axel Michaels: Transformations in Sacrificial Practices. From Antiquity to Modern Times. Proceedings of an International Colloquium, Heidelberg, 12–14, July 2006 (= Performanzen. Interkulturelle Studien zu Ritual, Spiel und Theater. Band 15). LIT, Münster 2008, ISBN 978-3-8258-1095-5.
- als Herausgeber mit Petra Rösch, Bernd Schneidmüller und Stefan Weinfurter: Bild und Ritual – visuelle Kulturen in historischer Perspektive. Wissenschaftliche Buchgesellschaft, Darmstadt 2010, ISBN 978-3-534-22250-6.
- als Herausgeber mit Andreas H. Pries, Laetitia Martzolff und Robert Langer: Rituale als Ausdruck von Kulturkontakt,„Synkretismus“ zwischen Negation und Neudefinition Akten der interdisziplinären Tagung des Sonderforschungsbereiches „Ritualdynamik“ in Heidelberg, 3.–5. Dezember 2010 (= Studies in oriental religions. Band 67). Harrassowitz, Wiesbaden 2013, ISBN 3-447-06911-2.
- als Herausgeber mit Lorenzo Verderame: Approaching Rituals in Ancient Cultures: Questioni di rito: Rituali come fonte di conoscenza delle religioni e delle concezioni del mondo nelle culture antiche. Proceedings of the Conference, November 28–30, 2011, Roma (= Rivista degli Studi Orientali Nuova Serie LXXXVI. Supplementband 2). Serra, Pisa 2013, ISBN 978-88-6227-591-0.
- Der König im Gefängnis und das Neujahrsfest im Herbst: Mechanismen der Legitimation des babylonischen Herrschers im 1. Jahrtausend v. Chr. und ihre Geschichte. ISLET, Dresden 2013, ISBN 978-3-9814842-9-8 (zugleich Habilitationsschrift, Heidelberg 2010).
- als Herausgeber mit Sebastian Schmidt-Hofner und Peter Eich: Raum-Ordnung. Raumkonzepte und soziopolitische Ordnungen im Altertum (= Akademiekonferenzen. Band 18). Winter Verlag, Heidelberg 2016, ISBN 978-3-8253-6429-8.